# مویاد اوسنی
مویاد اوسنی (انگلیسی: Moyadh Ousseni؛ زادهٔ ۲ آوریل ۱۹۹۳) بازیکن فوتبال اهل اتحاد قمر است.
وی همچنین در تیم ملی فوتبال اتحاد قمر بازی کرده‌است.